# Finsider
Finsider - Società Finanziaria Siderurgica S.p.A était une holding filiale du groupe d'État italien IRI spécialisée dans le secteur sidérurgique. Le groupe détenait le contrôle de nombreuses sociétés sidérurgiques, notamment ILVA SpA, avec centre sidérurgique de Tarente le plus important d'Europe, Acciaierie di Cornigliano, Acciaierie di Terni et Dalmine, etc.

## Histoire

### Les origines
La société a été fondée en 1937 à Gênes et, depuis 1945, a été présidée par Oscar Sinigaglia, qui fera de son groupe le leader européen de sa spécialité. Il fit approuver par le gouvernement italien en 1948, un plan de développement qui visait une très forte augmentation de la capacité de production de la sidérurgie italienne, concentrée sur le site de Cornigliano et sur une intégration verticale de l'activité avec les sites de Piombino et de Bagnoli. La société ILVA SpA qui, avant la Seconde Guerre mondiale, ne produisait que de l'acier brut et laissait aux sidérurgistes privés les opérations de transformation allait fabriquer, également, des profilés, des rails de chemin de fer, des aciers revêtus, etc. Une nouvelle usine à Cornigliano se spécialisa dans les aciers plats pour l'industrie automobile. 
La production en cycle complet appliquée sur une large échelle allait permettre de fabriquer des aciers à moindre coût. La mise en œuvre de ce plan ambitieux de développement public souleva les critiques des industriels privés, représentés, à l'époque, par Falck, grand spécialiste des aciers spéciaux et qui voulait s'opposer à la construction de sites à cycle complet. Mais l'appui du groupe FIAT fut décisif, il s'engagea à acheter au groupe public une partie importante de ses aciers plats pour ses propres besoins de carrosseries. Le nouveau centre de Cornigliano fut opérationnel en 1954. Le groupe Finsider a pu bénéficier partiellement des fonds du plan Marshall qui l'aida à financer la restructuration des usines détruites par les bombardements américains durant la guerre.

### Le IVecentre sidérurgique de Tarente
En complément des 3 centres sidérurgiques publics de Finsider, en 1958, le gouvernement italien décida de créer un nouveau complexe sidérurgique à Tarente, dans la région des Pouilles, sur la mer Ionienne. Les quatre unités furent alors réunies dans une nouvelle société Italsider SpA. Finsider devint alors une holding de gestion qui attribua de façon claire les productions de chacun des 4 centres sidérurgiques.

### La crise de 1975
En 1975, le monde subit une très grave crise du marché de l'acier et de ses dérivés. Finsider était alors engagé dans un lourd investissement, le doublement de la capacité du centre de Tarente et avait lancé les études pour créer un 5e centre sidérurgique à Gioia Tauro. Cette crise fit redéfinir les capacités de production de chaque sidérurgiste mais ce sont toujours les grosses entreprises qui sont le plus pénalisées. La sidérurgie italienne, largement exportatrice, dû réduire sa production. Depuis lors, le groupe Finsider commença à accumuler des pertes financières qui ont obligé son actionnaire IRI à intervenir en recapitalisant fortement la société. Cependant, en 1977, malgré la crise du secteur, l'IRI pris le contrôle de la société sidérurgique SISMA de Villadossola. Malgré d'âpres négociations, la Communauté Européenne imposa une réduction des capacités de production italiennes d'acier ce qui engendra la fermeture du site de Bagnoli et la privatisation du centre de Cornigliano. 
En 1988, l'État italien, sous la pression de la Commission européenne qui voulait imposer la privatisation de toutes les entreprises publiques pour favoriser la concurrence, a décidé de privatiser sa sidérurgie, sous le prétexte qu'elle ne faisait officiellement plus partie de ses objectifs prioritaires pour rester dans le domaine public. La holding publique IRI a dû céder sa filiale, le groupe sidérurgique Italsider à la nouvelle société privée ILVA SpA dirigée par Giovanni Gambardella.
De manière générale, les études menées postérieurement aux privatisations ont démontré que le processus n'avait pas intégré l'évolution de la demande au fil des années. On a souvent constaté une augmentation significative de la croissance et de la productivité des entreprises sidérurgiques cédées par l'État.
En 1995, le site ILVA de Tarente a été vendu au groupe Riva SpA.